# Il quadro di Osvaldo Mars
Il quadro di Osvaldo Mars er en italiensk stumfilm fra 1921 af Guido Brignone.

## Medvirkende
- Mercedes Brignone som Anna Maria di San Giusto
- Domenico Serra som Osvaldo Mars
- Giovanni Cimara som di San Giusto
- François-Paul Donadio som Cameriere
- Armand Pouget som Ispettore Rull